# Бусиа (Уганда)
Бусиа — город в Уганде, центр одноимённого округа в Восточной области. Население — 47 100 чел. (2011).

## География
Город расположен на самом востоке Уганды, возле границы с Кенией. Расстояние до столицы страны, Кампалы, примерно составляет 202 км (по прямой — 168,63 км). Сразу через границу в Кении находится округ, также носящий название Бусиа (с одноимённым административным центром). Неподалёку расположено озеро Виктория.

## Климат
| Показатель                                                          | Янв. | Фев. | Март | Апр. | Май  | Июнь | Июль | Авг. | Сен. | Окт. | Нояб. | Дек. | Год  |
| ------------------------------------------------------------------- | ---- | ---- | ---- | ---- | ---- | ---- | ---- | ---- | ---- | ---- | ----- | ---- | ---- |
| Средний суточный максимум, °C                                       | 27,0 | 27,7 | 27,5 | 25,8 | 24,8 | 24,1 | 23,3 | 23,7 | 24,8 | 25,1 | 24,9  | 25,7 | 25,4 |
| Средняя температура, °C                                             | 18,8 | 19,5 | 19,8 | 19,3 | 18,7 | 17,9 | 17,4 | 17,5 | 17,9 | 18,3 | 18,1  | 18,1 | 18,4 |
| Средний суточный минимум, °C                                        | 10,5 | 11,4 | 12,0 | 12,9 | 12,6 | 11,7 | 11,6 | 11,3 | 11,0 | 11,5 | 11,3  | 10,5 | 11,5 |
| Норма осадков, мм                                                   | 8    | 13   | 14   | 13   | 17   | 15   | 13   | 14   | 13   | 7    | 5     | 5    | 137  |
| Источник: http://www.yr.no/place/Uganda/Busia/Busia/statistics.html |      |      |      |      |      |      |      |      |      |      |       |      |      |

## Экономика
Город является важным торговым центром, через него, а также соседние города Малаба (Кения) и Малаба (Уганда) проходят торговые и людские потоки между странами Восточноафриканского сообщества. Из Уганды через Бусиа вывозятся кофе, хлопок и древесину — далее они следуют в кенийский порт Момбасу, откуда развозятся по многим странам мира. В Кению экспортируются рыба, бананы, ананасы и манго, маис, бобовые, арахис и сорго. В то же время, в Уганду ввозятся через Бусиа нефтепродукты, растительное масло, мыло, предметы одежды, электроника и автомобили.

## Население
Население города стабильно растёт: если в 2002 году здесь проживало 36 630 человек, то в 2010 — 45 700, а в 2011 — 47 100.